# Ipochira
Ipochira es un género de escarabajos longicornios de la tribu Acanthocinini.

## Especies
- Ipochira albomaculipennis Breuning, 1966
- Ipochira celebensis Breuning, 1958
- Ipochira enganensis Breuning, 1970
- Ipochira leitensis Breuning, 1970
- Ipochira luzonica Vives, 2020
- Ipochira perlata Pascoe, 1864
- Ipochira philippinarum Aurivillius, 1927
- Ipochira robusta Pic, 1934